# Sumantra Ghoshal
Sumantra Ghoshal (26 september 1948 - 3 mars 2004) var den första rektorn på Indian School of Business i Hyderabad, som sponsras av Kellogg School vid Northwestern University och London Business School.